# Mniejszość etniczna

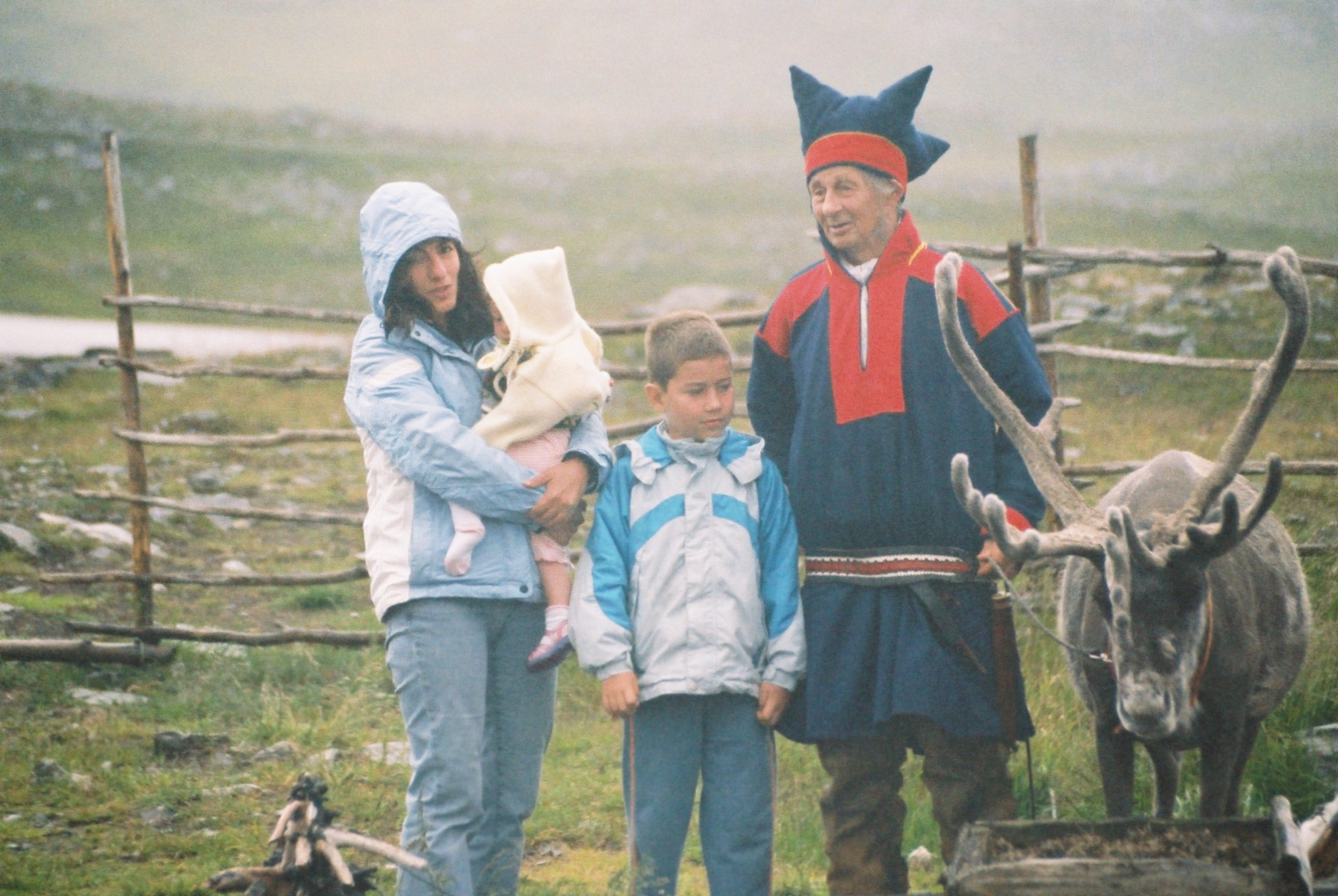
Mniejszość etniczna (Lapończycy)

Mniejszość etniczna – grupa etniczna, która jest osiedlona na terytorium innej zbiorowości i wyróżnia się odrębnym pochodzeniem i kulturą, a często także językiem i religią. Z jednej strony mniejszości etniczne zwykle starają się zachować swoją odrębność. Z drugiej strony zwykle podlegają procesom asymilacji kulturowej.
Mniejszość etniczna w odróżnieniu od mniejszości narodowej nie posiada i nigdy nie posiadała własnego państwa, które zgodnie z funkcjonalną teorią powstania państwa jest najwyższą formą rozwoju grupy społecznej. 

## Rodzaje mniejszości
Mniejszości można podzielić na:
- zwarte – są to duże skupiska ludności, zamieszkujące z reguły od wielu pokoleń jeden obszar,
- rozproszone – zamieszkujące miejsca od siebie oddalone. Grupę rozproszoną nazywamy diasporą.

## Ochrona prawna mniejszości etnicznych
Prawo międzynarodowe gwarantuje przestrzeganie praw tych zbiorowości. Ludność ta posiada obywatelstwo państwa zamieszkania ze wszystkimi tego konsekwencjami, ale nie ma wyodrębnionego terytorium pod względem politycznym i administracyjnym.

## Mniejszości etniczne w Europie
- Aromuni
- Lapończycy
- Sinti
- Baskowie

### Mniejszości etniczne w Polsce
Prawo mniejszości etnicznych w Polsce gwarantuje konstytucja oraz Ustawa z dnia 6 stycznia 2005 r. o mniejszościach narodowych i etnicznych oraz o języku regionalnym.
W Polsce wyróżniamy następujące mniejszości etniczne:
- Karaimi
- Tatarzy
- Łemkowie
- Romowie

Do miana mniejszości etnicznych pretendują częściowo Ślązacy i Kaszubi.